# Jacques Cujas

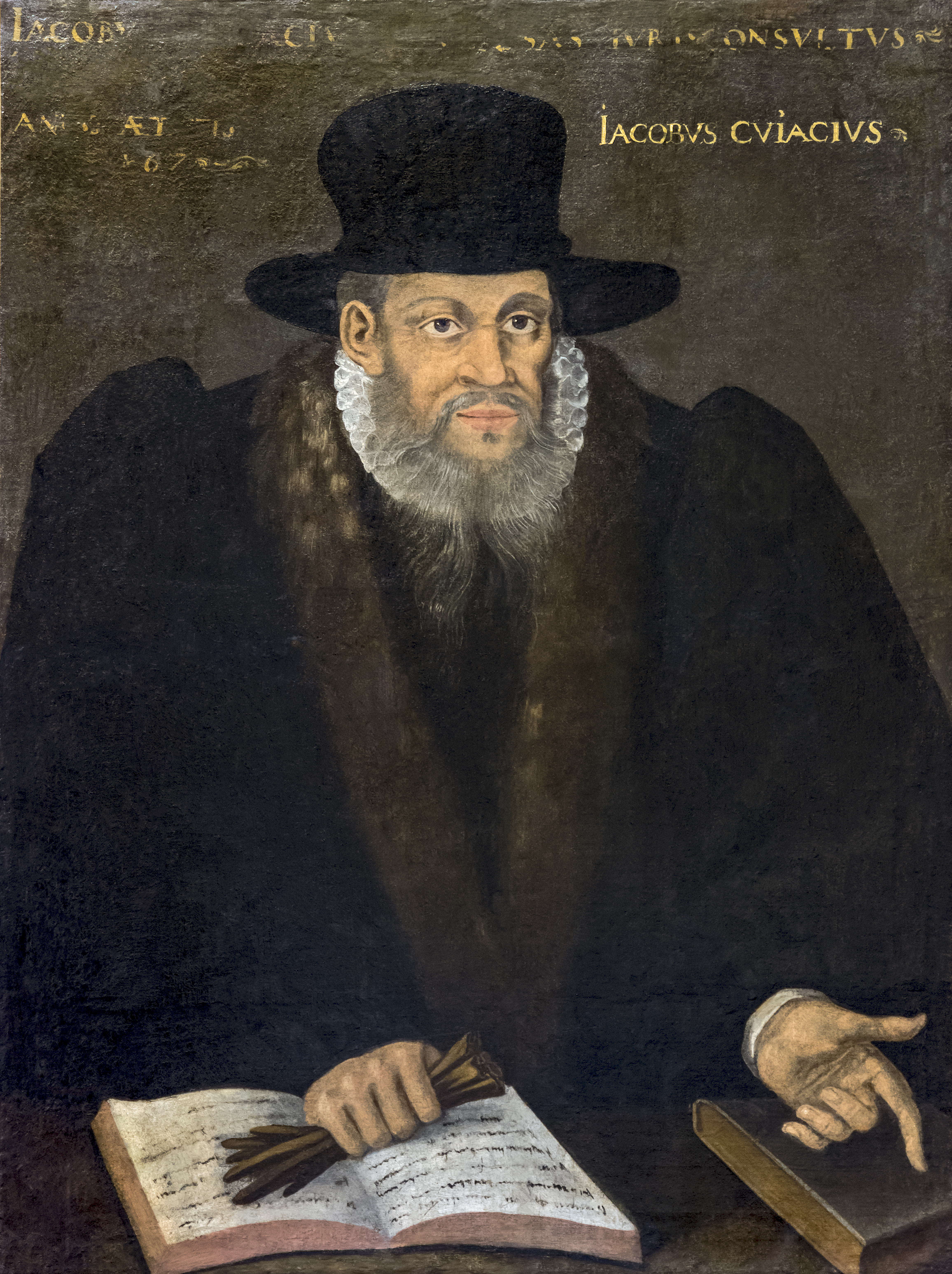
Jacques Cujas hacia 1580

Jacques Cujas, apellido original Cujeus, (Toulouse, 1522 – Bourges, 1590) fue un jurista francés del siglo XVI. Fue un estudioso del derecho romano y una de las figuras más destacadas del humanismo jurídico.
Según Dario Mantovani, profesor del Collège de France, «por su talento excepcional, por su gusto por la Antigüedad, Cujas marcó un punto de inflexión. Comprender mejor el derecho antiguo significa abrir la vía a una sistematización de nomas antiguas, un paso hacia los códigos modernos».

## Biografía
Hijo de un artesano textil acomodado, estudió derecho en Toulouse, su ciudad natal. En 1547, con 25 años, es encargado de impartir clases sobre las Institutas de Justiniano. Más tarde enseña derecho civil romano en Cahors y Bourges y en 1566 acepta el ofrecimiento de Margarita de Valois, esposa de Manuel Filiberto de Saboya, para ocupar una cátedra en la Universidad de Turín. Allí solo está un año, instalándose a continuación en Valence de donde tendrá que huir en 1575 tras la toma de la ciudad por los hugonotes.
Para que pueda enseñar en París, lo que prueba el renombre que ha alcanzado, el Parlamento levanta la prohibición que existía desde 1219 de enseñar derecho civil romano (la había establecido el papa Honorio III para proteger el derecho canónico y la teología), pero Cujas solo estará en la capital algunos meses. Vuelve a Bourges, tras aceptar la suntuosa oferta que le ha hecho la ciudad, porque asegurar su presencia significaba aumentar considerablemente el número de alumnos. Allí residirá hasta su muerte en 1590.

## Obra
Ávido lector ―a su muerte se encontraron en su biblioteca particular 400 manuscritos y 2000 libros― y escritor prolífico, la obra jurídica de Cujas ocupa diez gruesos volúmenes.
Su método de estudio del derecho romano recogido en el Corpus iuris civilis fue el propio de los humanistas: ir directamente a los textos originales y entenderlos en su contexto. También se interesó por las compilaciones anteriores a Justiniano, especialmente por el Código Teodosiano, del que publicó en 1586 una edición que tuvo una enorme repercusión.

## Memoria histórica
En su honor se erigió una estatua al pie de la gran escalera de la Facultad de derecho de la Universidad de París II. Llevan su nombre una calle de París y la Biblioteca interuniversitaria de la misma ciudad (Biblioteca Cujas).
Con motivo del 500 aniversario de su nacimiento el Collège de France organizó un coloquio los días 28 y 29 de marzo de 2022 y la Biblioteca Cujas una exposición entre el 28 de marzo y 24 de junio.